# Naturschutzgebiet Waldreservat Moosfelde
Das Naturschutzgebiet Waldreservat Moosfelde ist ein 99 ha großes Naturschutzgebiet (NSG) im westlichsten Gebietszipfel des Gemeindegebietes von Möhnesee (Gemeinde) im Kreis Soest in Nordrhein-Westfalen. Das NSG wurde 2003 von der Bezirksregierung Arnsberg per Einstweiliger Verfügung gesichert und 2004 per Verordnung ausgewiesen. Das NSG reicht bis zur Gemeinde- und Kreisgrenze. Im Nordwesten grenzt auf Gemeindegebiet von Ense im Kreis Soest direkt das Naturschutzgebiet Moosfelder Wald an. Im Südwesten im Stadtgebiet von Arnsberg im Hochsauerlandkreis grenzt direkt das Naturschutzgebiet Moosfelde an.

## Gebietsbeschreibung
Bei dem NSG handelt es sich um einen Laubwaldkomplex mit verschiedenen Entwicklungsstufen und Altersphasen mit naturnahen Fließgewässersystemen und Quellen. Das Waldgebiet mit Rotbuchen und Stieleichen ist ein überregional bedeutsamer Lebensraum seltener und gefährdeter sowie landschaftsraumtypischer Tier- und Pflanzenarten.
Es wurden Arten wie Groppe, Rotmilan, Wespenbussard, Schwarzspecht, Grauspecht und Mittelspecht nachgewiesen.